# Jacques-Albert Apffel
Jacques-Albert Apffel, francoski general, * 4. februar 1879, † 8. oktober 1952.